# Nudes-A-Poppin'
Nudes-A-Poppin', conocido también por las siglas NAP, fue un encuentro representativo de la cultura festiva estadounidense en que la vestimenta era opcional (solo en la piscina no se permitía ropa alguna), restringido a mayores de 18 años, organizado por el complejo turístico Ponderosa Sun Club (abierto en 1965 por el matrimonio formado por Tom y Pinky Schmitt), en cuyas instalaciones ubicadas en las afueras del «lugar designado por el censo» de Roselawn, Indiana, relacionado por el servicio de noticias AlterNet entre las diez poblaciones «más pervertidas» del país, se celebró con periodicidad anual desde mediados de la década de los setenta hasta 2019 con objeto de atraer el interés del público y los medios de comunicación hacia el resort, a la vez que contribuyó significativamente al crecimiento económico de la zona, si bien cabe destacar sobre este punto que hasta el año 2003 se llevaron a cabo dos eventos por año, concretamente uno en julio y otro en agosto, lo que se redujo a un solo fin de semana en el primero a partir de 2004.
El complejo estaba cerrado a sus miembros durante el concurso y las entradas para un día solo se podían comprar por separado. La tarifa de asistencia era de cincuenta dólares en 2005, que subió a sesenta en 2016.
Los asistentes, que tenían la opción de asistir al evento completamente desnudos o por el contrario vestidos de cualquier forma, podían tomar fotografías de los concursantes (la mayoría de los cuales eran mujeres) pero para el uso de cámaras de vídeo se requería un permiso especial. Por su parte los participantes tenían prohibido «mantener contactos sexuales con otras personas o entre ellos mismos».
De los personajes del mundo del espectáculo vinculados con el concurso cabe mencionar al actor porno Ron Jeremy, que desde 1990 intervino en numerosas ocasiones como maestro de ceremonias, el cantante de rap Vanilla Ice, el actor, cómico y escritor más conocido por su papel de «manitas» en la serie Home Improvement Tim Allen, el abuelo de la familia Munster Al Lewis, John y Lorena Bobbitt, etcétera.

## Concursos y premios
Durante los dos días (sábado y domingo) que duraba el espectáculo se llevaban a cabo más de una docena de distintas competiciones de camisetas mojadas, bailes en barra, combates de lucha libre con los cuerpos embadurnados de aceite, en que eran los propios espectadores (mayoritariamente hombres) los que actuaban como jueces. Se otorgaban además varios trofeos como Miss Nude Galaxy (concedido por primera vez a mediados de la década de los setenta), Miss Nude Go-Go, Miss Nude Up & Comer, Miss Nude Rising Star, Miss Nude Erotic Pole Performer, Miss Hot Buns, Miss & Mr. Nude Entertainer of the Year, Miss & Mr. Nude North America o Miss Nude Showstopper of the Year, entre otros.

## Controversias
Mientras que para la propia organización Nudes-A-Poppin' fue «el mayor concurso de belleza al desnudo al aire libre del mundo», según la lista Top 10: Sex Festivals compilada por el portal para hombres AskMen.com (en la que ocupó el cuarto puesto) se trató solo de una cierta «celebración de la desnudez en la que los bailes eróticos, el exhibicionismo y los actos que rayan en el porno duro atraen cada año a miles de visitantes».

### Hemerografía
- Harry, Lou (jul. 1999). «Naked Fear». Indianapolis Monthly (Emmis Communications). 22 (13): 126. ISSN 0899-0328.